# Herkenbosch
Herkenbosch (Limburgs: Hirkebosj) is een kerkdorp in Midden-Limburg (Nederland) met 4.230 inwoners en is de grootste kern van de gemeente Roerdalen, en ligt niet ver van de Duitse grens, Melick en van de stad Roermond.

## Ligging
Evenals de Roerdalen-dorpen Vlodrop, Melick en Sint Odiliënberg ligt Herkenbosch aan de meanderende rivier de Roer, aan de rand van het Roerdal.

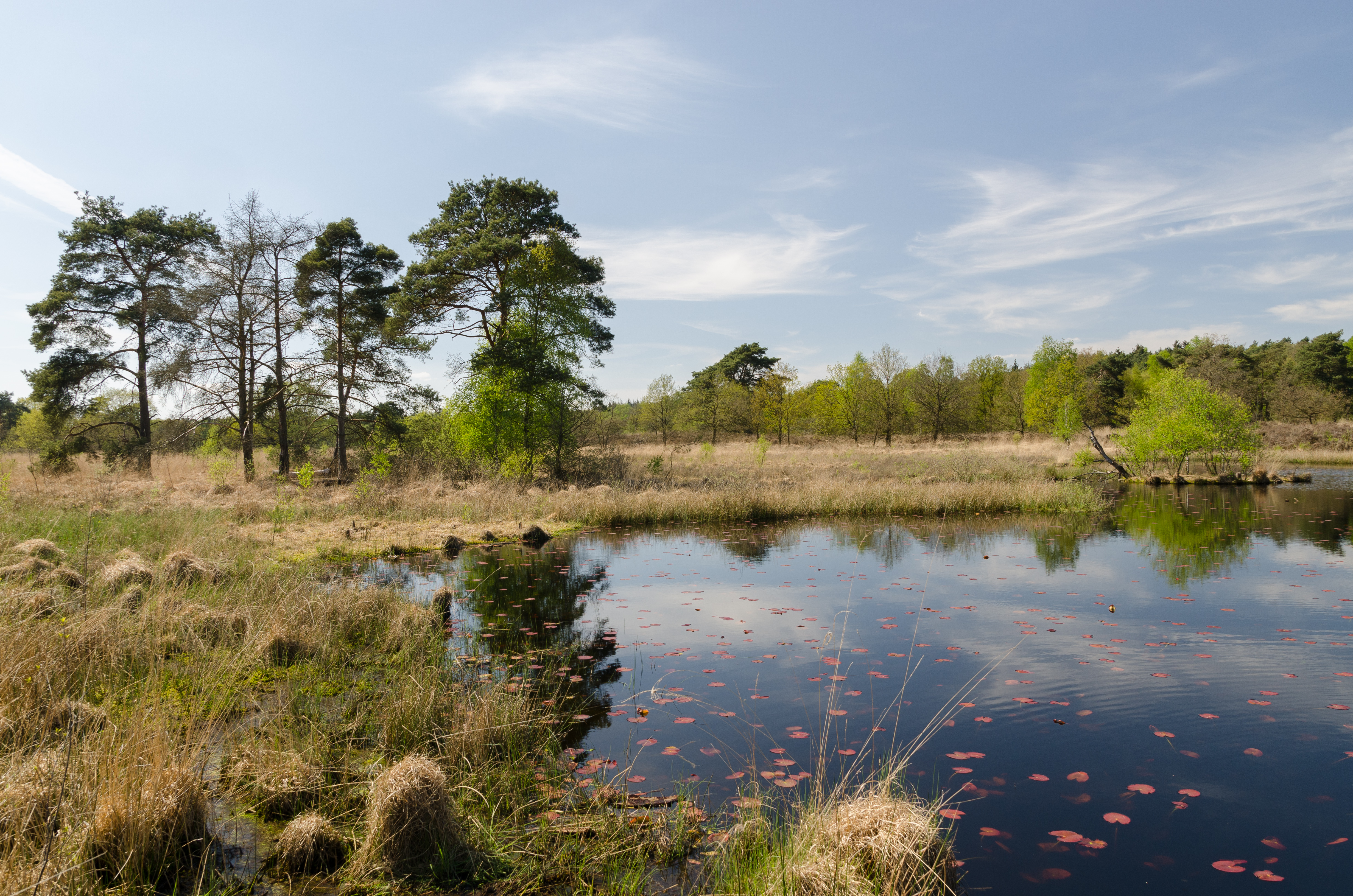
Nationaal Park De Meinweg

## Geschiedenis

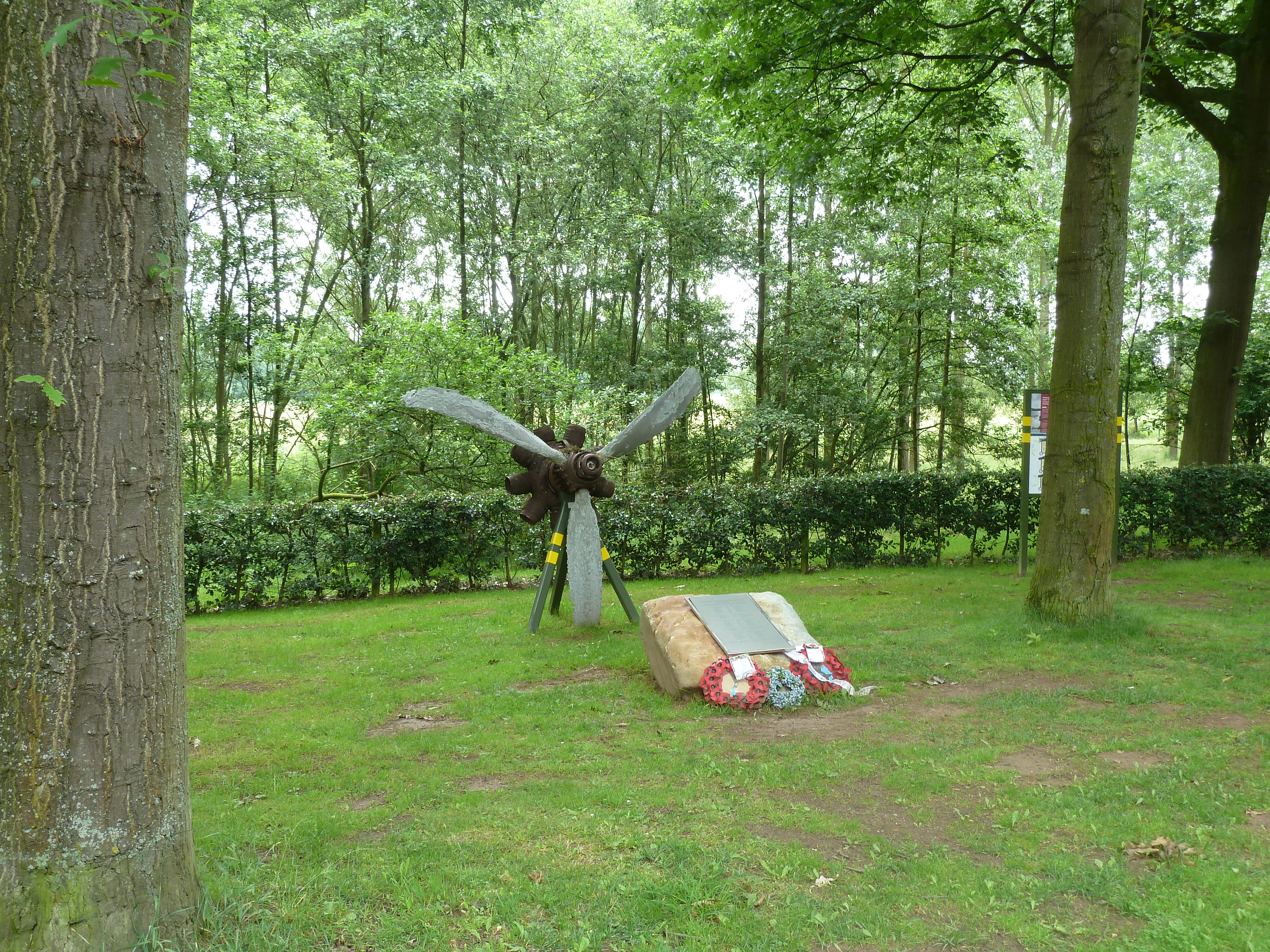
Oorlogsmonument voor neergestorte piloten

In het begin van de elfde eeuw werd Herkenbosch als onderdeel van Melika (Melick) und Herckenbusch voor het eerst schriftelijk vermeld. Beide dorpen waren sindsdien met elkaar verbonden in één schepenbank. Tot 1494 behoorden beide dorpen tot het hertogdom Brabant. Toen verwierf de hertog van Gulik het pandschap van Wassenberg, waartoe ook Melick en Herkenbosch behoorden. Omstreeks 1558 werd de parochie van Herkenbosch zelfstandig. In het Verdrag van Venlo (1543) werd het Land van Wassenberg definitief overgedragen aan de hertog van Gulik. Deze situatie bleef zo tot het binnenvallen van de Franse troepen in 1794. Tijdens de Franse periode werd de gemeente ingelijfd bij het Roerdepartement. In deze periode werd Melick en Herkenbosch, toen onder de naam: Mairie de Herkenbusch, veranderd in een moderne burgerlijke gemeente. Na de ineenstorting van het Franse Keizerrijk kwam Melick en Herkenbosch in 1815 bij het koninkrijk Pruisen. Op 16 oktober 1816 gingen Melick en Herkenbosch over naar het Koninkrijk der Nederlanden, onder de gemeentenaam Melick en Herkenbosch. Ten gevolge van de Belgische Opstand was de gemeente van 1832 tot 1839 onderdeel van de jonge Belgische staat, waarna ze onderdeel van de Nederlandse staat werd.
De lintbebouwing, die Herkenbosch vanouds kenmerkte, verdichtte zich in de loop van de 19e eeuw, en na de Tweede Wereldoorlog, toen Herkenbosch zich ontwikkelde tot forenzendorp van Roermond, en er bovendien ten noordwesten van Herkenbosch een belangrijk bedrijventerrein verscheen, breidde Herkenbosch zich sterk uit met woonwijken.
In Herkenbosch was tot 2007 het gemeentehuis gevestigd van de voormalige gemeente Roerdalen; deze gemeente is in 1991 door fusie van Melick en Herkenbosch met Vlodrop ontstaan. De nieuwe gemeente Roerdalen, uitgebreid met de kerkdorpen Sint Odiliënberg, Montfort en Posterholt, heeft het gemeentehuis te Sint Odiliënberg.

## Economie
Herkenbosch kende vanouds veel kleinschalige landbouw, waarbij tegenwoordig de aspergeteelt van belang is, vooral gezien de geschikte grondsoort. Daarnaast wordt ook vollegronds tuinbouw bedreven, zoals de verbouw van prei.
In Herkenbosch bevindt zich de in 1926 gestichte Limburgsche Spiritus Industrie, tegenwoordig onderdeel van Akzo Nobel. Daarnaast is er het belangrijke industrieterrein Roerstreek en Oosttangent dat zich ten noordwesten van de kom van Herkenbosch bevindt.
De Staatsmijn Beatrix, waarvan de aanleg in 1954 begon maar waarvan de bouw in 1962 werd stilgelegd, bevindt zich ten noordoosten van Herkenbosch. Er worden geen economische activiteiten meer ontplooid.
Vooral de nabijheid van het Nationaal Park De Meinweg draagt bij aan het toerisme. Verder is er een golfbaan.

## Bezienswaardigheden
- De Sint-Sebastianuskerk
- Kasteel Daelenbroeck
- Mariakapel
- Onze-Lieve-Vrouw-van-de-Wijngaardkapel (niskapel)
- Onze-Lieve-Vrouw-van-Fatimakapel

## Natuur en landschap
Herkenbosch ligt op het middenterras van de Maas, op een hoogte van ongeveer 30 meter. Ten zuiden van Herkenbosch stroomt de meanderende Roer in westelijke richting. Ten noordwesten van Herkenbosch ligt het bedrijventerrein Roerstreek en Oosttangent en daar ten noorden van ligt de Melickerheide, die onderdeel uitmaakt van het Nationaal Park De Meinweg, een gebied dat zich naar het oosten toe voortzet op het hoogterras en daar hoogten tot meer dan 82 meter bereikt. Dit gebied sluit in Duitsland aan op het gelijknamige gebied en op het Elmpter Wald.
Ten oosten van Herkenbosch bevindt zich het natuurgebied Turfkoelen.

## Geboren
- Hubert Biermans (Artikel in Engelstalige Wikipedia) (1864-1953), Canadees-Nederlands zakenman
- Jac Weeres (1949-2013), voetballer
- Joost Spijkers (1977), acteur en zanger